# Proveniershuis (Schiedam)

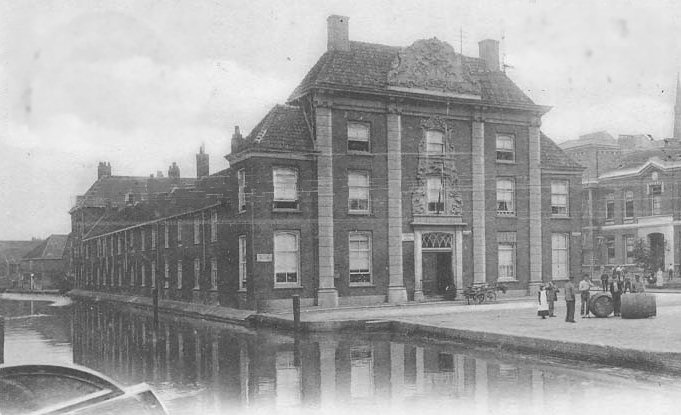
Voorgevel Proveniershuis rond 1900

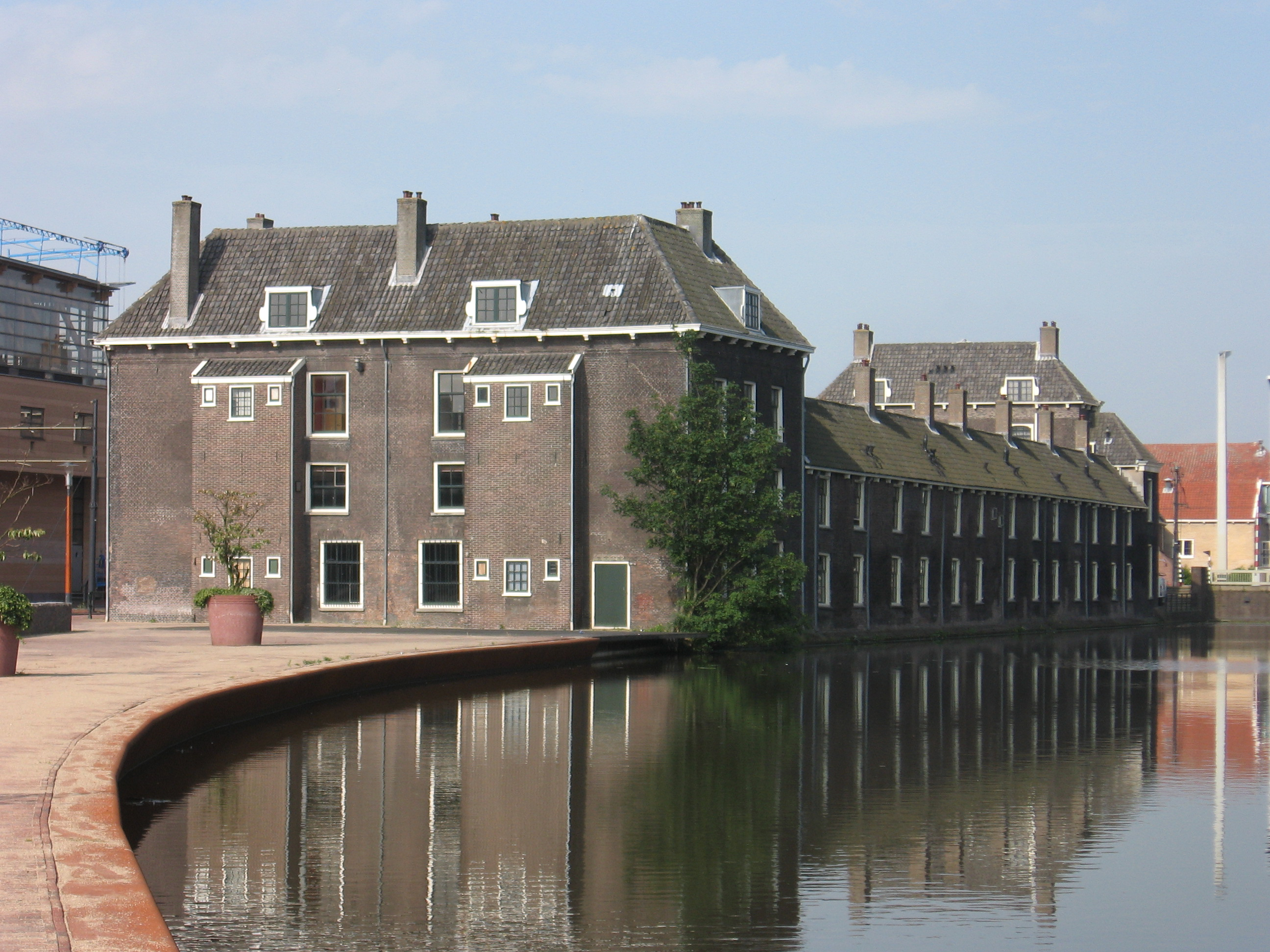
Proveniershuis in 2010

Het Proveniershuis is een rijksmonument in het centrum van Schiedam, gelegen aan de Overschiesestraat 1-3. De bewoners van een proveniershuis heetten proveniers of kostkopers. Proveniers kochten zich in in een proveniershuis en kregen vervolgens levenslang kost en inwoning. Provenier betekent 'hij die van preuves leeft', waarbij preuve gift betekent.
Het Proveniershuis in Schiedam ligt aan de Schiedamse Schie en is gebouwd tussen 1756 en 1761 naar een ontwerp van stadsarchitect Arij van Bol'es. De Delftse beeldhouwer-stucadoor Joseph Bollina was verantwoordelijk voor de gevel. Voordat het Proveniershuis er stond, was hier het 'leprooshuis' gevestigd. In 1770 woonden er 58 proveniers in het huis, het hoogste aantal ooit gehaald. In 1827 telde het huis nog drie bewoners, in 1834 overleed de laatste provenier. Het huis stond enige tijd leeg, totdat het beheer in 1846 werd overgedragen aan de Magistraatsarmenkamer en het Proveniershuis armenhuis werd. In het armenhuis woonden vooral ouderen. Na 1834 was het onduidelijk wie nu eigenlijk eigenaar van het gebouw was. Aan deze onduidelijkheid kwam een einde toen op 17 april 1863 het gemeentebestuur besloot dat de gemeente eigenaar was. Het gebouw bleef wel in beheer van het Burgerlijk Armenbestuur. Dit bleef zo tot 1965. Op 1 januari 1965 werd de Bijstandswet van kracht waarmee het wel en wee van de 'armen' onder de gemeente kwamen te vallen, op 22 februari van hetzelfde jaar ging naast het eigendom ook het beheer van het pand over naar de gemeente. Lang heeft het beheer met betrekking tot armen en bejaarden niet geduurd; in 1969 vertrok de laatste bejaarde bewoner. Echter de gemeente verhuurde verschillende kleine panden aan zowel individuen als organisaties als woon- en/of werkruimte. Zo waren onder meer een Wereldwinkel, de ANVJ, wat beeldende kunstenaars en verscheidene jongeren gevestigd in de vleugels, het poortgebouw huisvestte de plaatselijke VVV. Alleen het achtergebouw met zalen stond vaak gedeeltelijk leeg of was in gebruik als opslagruimte. Enige tijd was er een restaurant gevestigd.
In 1981 brandde de rechtervleugel van het Proveniershuis uit, waarna het pand gerestaureerd werd en bestemd voor huisvesting. Het pand was vanaf de restauratie in eigendom van woningcorporatie Woonplus, die vanaf 2002 het pand wilde verbouwen tot een bedrijvenpand. De bewoners van het pand voerden actie tegen deze plannen. In februari 2004 sprak de gemeente Schiedam zich uit voor de woonbestemming van het pand. Sinds 2005 is het Proveniershuis eigendom van Vereniging 'Hendrick de Keyser', een vereniging die zich inzet voor het behoud van architectonisch of historisch waardevolle huizen in Nederland.

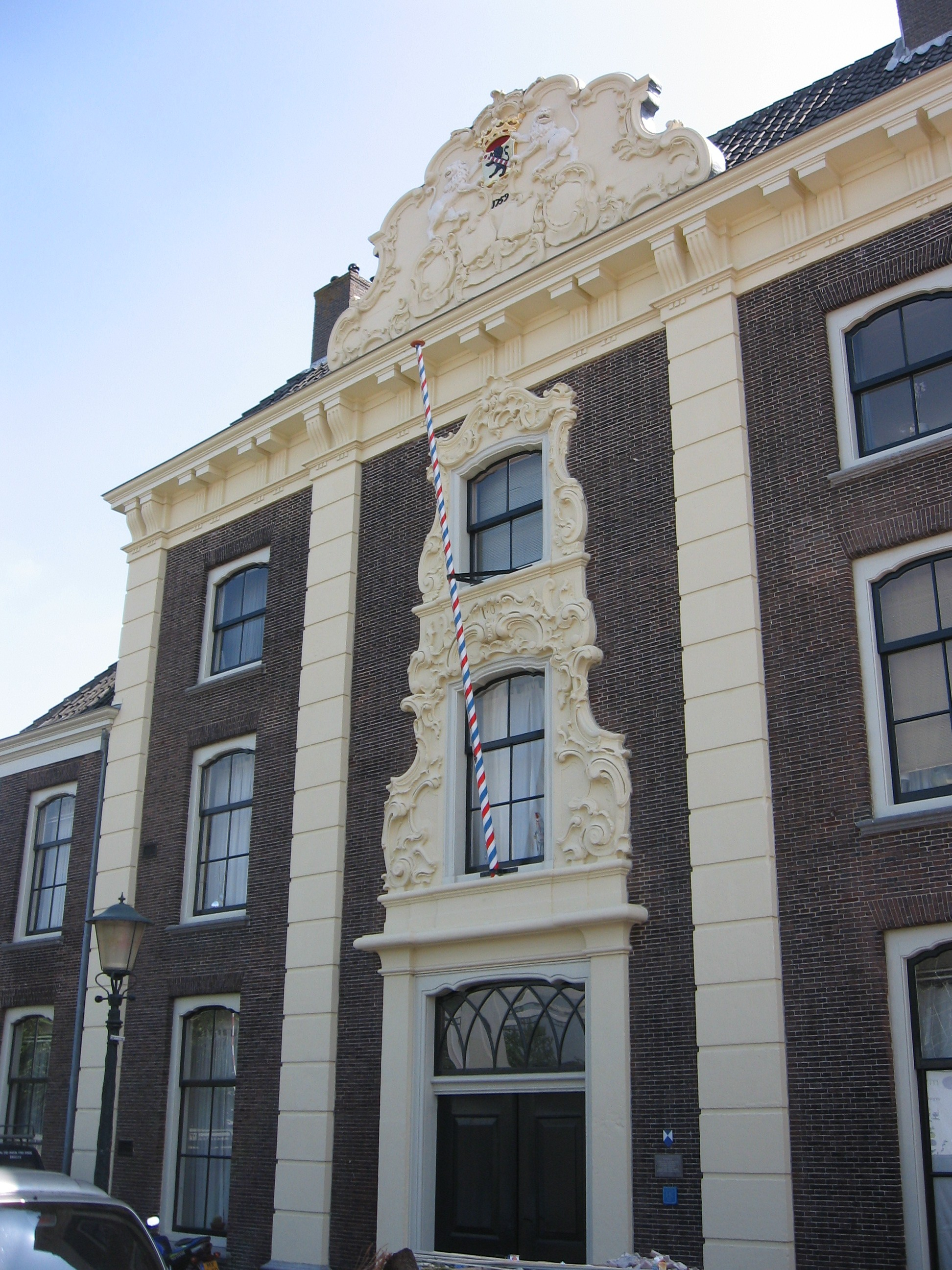
Voorgevel
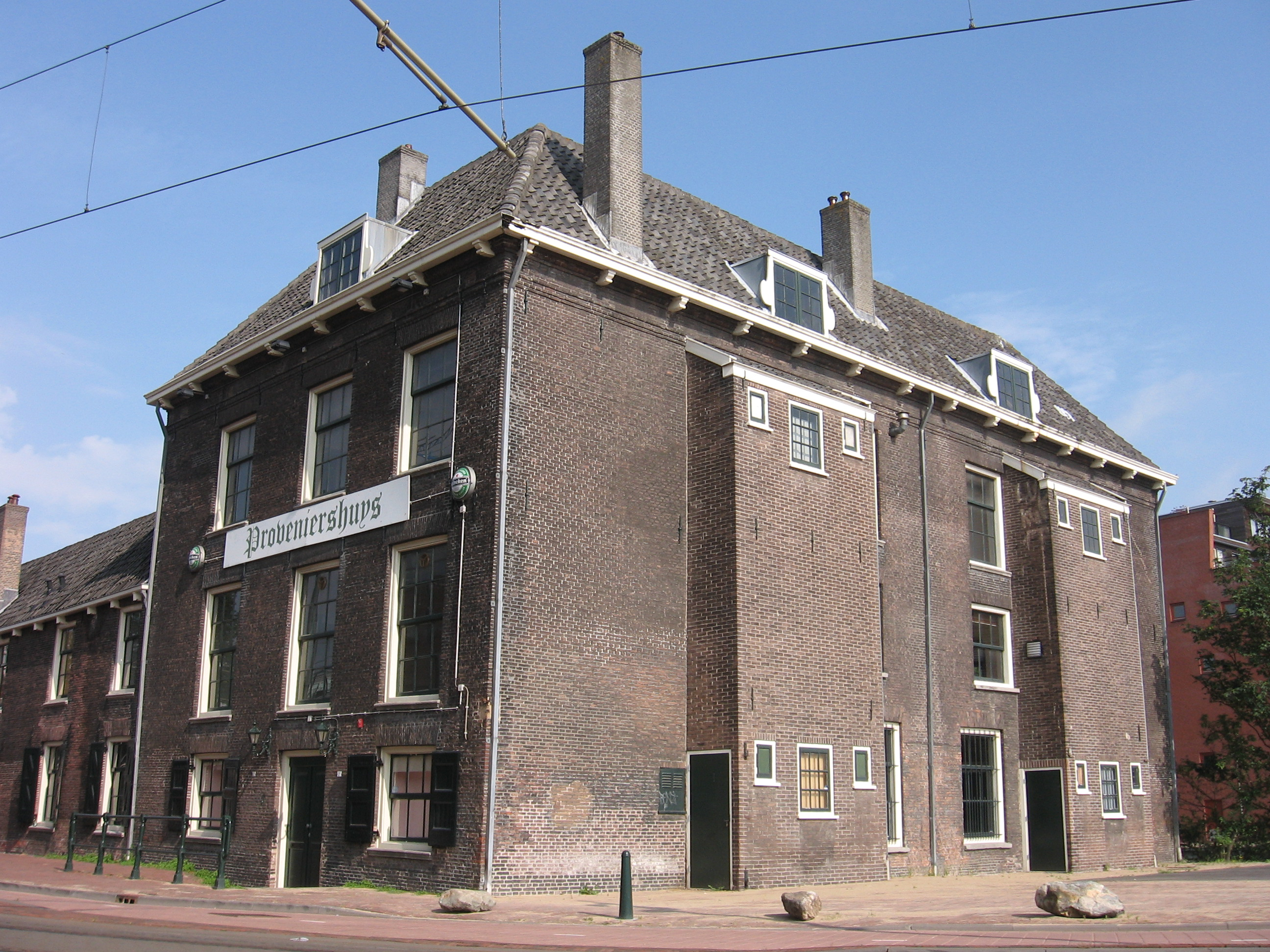
Proveniershuis